# 埃尔门多夫野兽

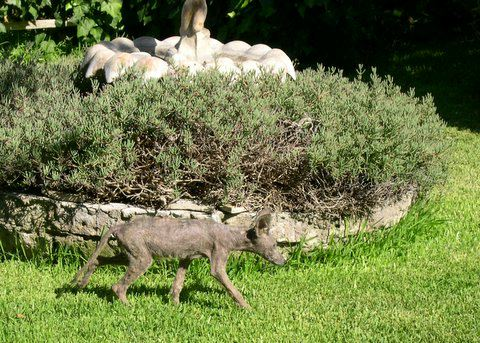
埃尔门多夫野兽，怀疑是失去毛发的郊狼。

埃尔门多夫野兽（英语：Elmendorf Beast）是指美国德克萨斯州埃尔门多夫多次袭击牲畜的郊狼名称。关于这种生物有着许多猜测：包括因疾病而改变外观的墨西哥无毛犬，一只卓柏卡布拉，甚至是实验室逃脱动物。

## 遗体分析
2004年8月，农场主德文·麦卡纳利（Devin McAnally）射杀了一只埃尔门多夫野兽。这只生物有20磅（9千克）重，无毛并患有严重的错颌畸形（Malocclusion）。圣安东尼奥动物园（San Antonio Zoo）的专家无法确定这是什么生物，但根据头骨判断可能是墨西哥无毛犬。加利福尼亚大学戴维斯分校后续进行的DNA检测后认为这只生物是因患有蠕形螨病（Demodicosis）或疥癣（Sarcoptic mange）而失去毛发，而非天生无毛。从遗体中获取的DNA由于腐败而不确定性，但可以确认这是犬科动物。